# Тања Мравак
Тања Мравак је хрватска приповедачица, колумнисткиња и списатељица, рођена 1974 у Сињу.

## Лични живот
Тања Мравак живи у Сплиту, где ради у Центру за аутизам. По професији је дипломирана учитељица и магистарка дефектологије.

## Књижевна каријера
Тања Мравак пише кратке приче са којима је освојила награде „Екран приче“ и „Прозак“. Приче су јој два пута уврштене у избор најбољих хрватских прича.
Пише колумну Етичка дилема у прилогу Магазин "Јутарњег листа".
Њена прва збирка прича Морамо разговарати (2010) освојила је награду "Јутарњег листа" за најбоље прозно дело, награду „Славић“ за ауторски првенац Друштва хрватских књижевника и посебно признање Слободне Далмације за културу. 
Друга збирка прича Наша жена објављена је 2017. године и са њом се потврдила као врсна списатељица кратке форме.
Мравак је дугогодишња учесница фестивала усменог приповедања Причигин у Сплиту. На основу њених прича снимљени су краткометражни филмови и постављена је позоришна представа. Приче Трешња и Јел’ тако, Зоране адаптиране су за позориште, а екранизоване су Пивац и Док је трајао Роланд Гарос.

### Приче
- Морамо разговарати, 2010.
- Наша жена, 2017.